# Pievepelago
Pievepelago – miejscowość i gmina we Włoszech, w regionie Emilia-Romania, w prowincji Modena.
Według danych na rok 2004 gminę zamieszkiwało 2115 osób, 27,8 os./km².